# HMAS Bungaree
HMAS Bungaree (Корабль Его Величества Австралии «Бангари») — австралийский вспомогательный минный заградитель, принимавший участие во Второй мировой войне. Единственный в ту войну минный заградитель Королевского австралийского флота.

## Строительство
Заложено в Данди на верфи Caledon Shipbuilding & Engineering Company как транспортное судно для коммерческих рейсов в водах Австралии по заказу компании Adelaide Steamship Company. Спущено на воду в 1937 году.

## Служба
Австралийский флот реквизировал Bungaree в октябре 1940 года, после чего судно было переоборудовано в минный заградитель, способный принять на борт 423 морских мины (позднее их количество увеличили до 467). Артиллерийское вооружение первоначально состояло из двух 4-дм орудий. 9 июня 1941 года Bungaree включили в состав флота.
В августе 1941 года установил минное поле в районе Порт-Морсби. Будучи единственным минным заградителем Австралийского флота, за годы войны выставил в водах Австралии и Новой Зеландии порядка 10 000 мин заграждения.
31 мая 1942 года находился в гавани Сиднея, которую в тот день атаковали японские минисубмарины.
Необходимость оборонительных минных постановок отпала после того, как союзники перешли к активным наступательным действиям. Оказавшийся не у дел минный заградитель в январе 1944 года переоборудовали в гидрографическое судно, которое в августе того же года переклассифицировали в транспорт снабжения.

## Послевоенная служба
7 августа 1946 года HMAS Bungaree был исключён из списков флота и 5 ноября 1947 года его вернули прежним владельцам. В 1957 году продан и переименован в Dampier. Снова продан в 1960 году. Переименован в Eastern Mariner. 26 мая 1966 года на реке Сайгон подорвался на мине и затонул.